# Zolocivske, Berezivka
Zolocivske (în ucraineană Золочівське) este un sat în comuna Stari Maiakî din raionul Berezivka, regiunea Odesa, Ucraina.

## Demografie
Componența lingvistică a localității Zolocivske
     Ucraineană (84,42%)
     Română (10,39%)
     Bulgară (2,6%)
     Rusă (1,3%)
     Germană (1,3%)
Conform recensământului din 2001, majoritatea populației localității Zolocivske era vorbitoare de ucraineană (84,42%), existând în minoritate și vorbitori de română (10,39%), bulgară (2,6%), rusă (1,3%) și germană (1,3%).